# Tesserarius
Le tesserarius est un sous-officier principales. En français, le grade pourrait correspondre à la fonction d'adjudant d'unité. 
Il y en avait un dans chaque centurie. Celui-ci recevait ses ordres du centurion.
L'officier supérieur lui donnait la tablette, tessera en latin, sur laquelle était inscrit le mot de passe du jour ou un ordre d'action qu'il transmettait à la centurie.

## Sources
- Georges Hacquard, J. Dautry et O. Maisani, Guide romain antique, Hachette éducation, coll. « Roma », 1952.
- Anthony Rich, Dictionnaire des antiquités romaines et grecques, 1883